# ریچارد درایدن
ریچارد درایدن (انگلیسی: Richard Dryden؛ زادهٔ ۱۴ ژوئن ۱۹۶۹) بازیکن فوتبال اهل بریتانیا است.
از باشگاه‌هایی که در آن بازی کرده‌است می‌توان به باشگاه فوتبال استوک سیتی، باشگاه فوتبال سوئیندون تاون، باشگاه فوتبال لوتون تاون، باشگاه فوتبال نوتس کانتی، باشگاه فوتبال ساوت‌همپتون، باشگاه فوتبال بریستول راورز، باشگاه فوتبال اکستر سیتی، باشگاه فوتبال شپشد دینامو، باشگاه فوتبال منچستر سیتی، باشگاه فوتبال بیرمنگام سیتی، باشگاه فوتبال وورکساپ تاون، باشگاه فوتبال بریستول سیتی، باشگاه فوتبال تاموورث، باشگاه فوتبال پلیموث آرگیل، و باشگاه فوتبال نورث‌همپتون تاون اشاره کرد.